# Szalwa Apchazawa
Szalwa Apchazawa (gruz. შალვა აფხაზავა, ur. 14 sierpnia 1980 w Kobuleti, Gruzińska SRR, zm. 7 stycznia 2004 w Kijowie) – gruziński piłkarz, grający na pozycji napastnika – reprezentant Gruzji.

## Kariera piłkarska

### Kariera klubowa
Wychowanek SDJuSzOR w Kobuleti, skąd przeszedł do Szkoły Piłkarskiej Dinamo Batumi. Mając 15 lat już występował w podstawowym składzie Kachaberi Chelwagauri. W 1997 debiutował w pierwszoligowym Dinamo Batumi. Latem 2002 przeniósł się do ukraińskiego klubu Arsenał Kijów, dokąd zaprosił go główny trener Wjaczesław Hrozny. 12 lipca 2002 debiutował w Wyższej Lidze w meczu z Dynamem Kijów. A już w następnym meczu 17 lipca 2002 strzelił 3 goli do bramki Wołyni Łuck.
7 stycznia 2004 w wieku 23 lat tragicznie zmarł w Kijowie przez niewydolność serca.

### Kariera reprezentacyjna
W 2003 debiutował w narodowej reprezentacji Gruzji.

## Sukcesy i odznaczenia

### Sukcesy klubowe
- zdobywca Pucharu Gruzji: 1998
- zdobywca Superpucharu Gruzji: 1998

### Sukcesy indywidualne
- najlepszy młody piłkarz Mistrzostw Gruzji: 1998
- 4. miejsce w klasyfikacji strzelców Wyższej Ligi: 2002/03 (14 goli).